# VfV Hildesheim
Der Verein für Volkssport e. V. Hildesheim (kurz VfV Hildesheim) ist ein traditionsreicher deutscher Sportverein aus Hildesheim. Nach dem Zweiten Weltkrieg gegründet, vereinte der VfV zahlreiche Vorkriegsvereine unter einem gemeinsamen Dach. Wie in den Anfangsjahren, so agieren die einzelnen Abteilungen auch aktuell zum Großteil eigenständig.

## Geschichte
Der VfV Hildesheim entstand erst im Jahre 1945 neu, jedoch hat der Verein eine Historie die bis ins Jahr 1895 zurückreicht. Die Vereinsgründer fanden nach dem Zweiten Weltkrieg nicht eine einzige intakte Sportanlage vor. Das Gelände an der Johanniswiese war als Ausbildungsstätte und Aufmarschgebiet für die Verbände des NS-Regimes im Zeitraum nach 1933 vollkommen verändert, die Stadt Hildesheim durch den Bombenkrieg zu großen Teilen zerstört worden.
Unter diesen Voraussetzungen trafen sich noch im Mai 1945 neun „Wiederbegründer“, u. a. Ernst Kipker (letzter Geschäftsführer des TuSS Hildesheim 07), Heinrich Krumsiek (VfB Hildesheim), Wilhelm Schröder (Arbeiter Turn- und Sportverein „Vorwärts“), Alfred Hesse, Nikolaus Oppelt, Kurt Schmidt und Willi Unser (ehemalige Fußballvereine). Trotz großer Sorgen und Nöte redeten sie über die Zukunft des Hildesheimer Sports. Sie wollten die zuvor verbreitete Zersplitterung nach Sportarten, Parteien, Konfessionen, politischen Parteien und gesellschaftlichen Gruppierungen vermeiden. Heinrich Krumsiek wurde beauftragt, die Gründung eines neuen Sportvereins und die Nutzung der von den Arbeiterturnern vor dem Krieg erbauten Sportanlagen auf der Johanniswiese beim Regierungspräsidenten und der Militärregierung genehmigen zu lassen. Ernst Kipker sollte sich mit dem Hildesheimer Oberbürgermeister in Verbindung setzen.
Die folgenden Gespräche, an denen auch Gottfried von Cramm, der gute Beziehungen zur britischen Besatzungsmacht hatte, und Verleger Hans Albert Gerstenberg beteiligt waren, hatten Erfolg. Mit seinem Schreiben vom 11. August 1945 beauftragte Oberbürgermeister Ernst Ehrlicher, gegengezeichnet von Captain Gordon (britischer Stadtkommandant) Ernst Kipker, „den Sport der Vereine in Hildesheim gemäß den gegebenen Richtlinien der Militärregierung wiederaufzubauen“.
Im September lud der Sportbeauftragte des Regierungsbezirks Heinrich Krumsiek zu einer Tagung mit dem Sportdezernent Abmeier in die Regierung ein, um grundlegende Fragen des Sportaufbaus zu besprechen.
Schon am 22. September 1945 kamen 44 Sportler/-innen aus verschiedenen „Altvereinen“ im Klubhaus an der Johanniswiese zusammen und gründeten den „Verein für Volkssport e. V.“. Der neu gegründete Verein setzte sich aus 18 Vorgängervereinen zusammen: Arbeiter Turn- und Sportverein „Vorwärts“ von 1895, Freie Turnerschaft Moritzberg von 1904, Fußballverein „Britannia“ von 1904, Fußballclub „Preußen“ von 1907 (später in „Hildesheim 07“ umbenannt), Freie Schwimmer von 1913, Freie Sportliche Vereinigung von 1918, Verein für Rasenspiele von 1920, Hildesheimer Sportverein von 1927, Turnklub von 1930, Radsportverein „Hildesia“ von 1932, Sportverein „Jungborn“ (nachgewiesen seit 1919), Radfahrverein „Fahr Wohl“ (1925*), Radfahrverein „Schwalbe“ (1925*), Freie Kegler (1926*), Kraftsportverein „Frisch Auf“ (1926*), Boxfreunde (1927*), Arbeiter-Kegler Ortsgruppe Hildesheim (1927*), Kanuklub „Möwe“ (1928*).
* Erste urkundliche Nennungen

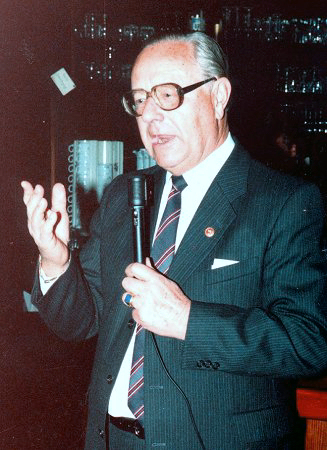
Ernst Kipker

Erster Vorsitzende des VfV wurde Nikolaus Oppelt, ihm folgte 1948 Heinrich Wolter. 1953 wurde Ernst Kipker, späterer Oberkreisdirektor des Landkreises Hildesheim, Vorsitzender des Vereins und behielt diese Funktion bis 1990 inne. Bis zu seinem Tode am 15. April 1991 blieb er dem VfV als Präsident erhalten. Ernst Kipker prägte den VfV, unter ihm entwickelte sich der Verein zu einem der wenigen Großvereine im Raum Hildesheim.
Das sportliche Angebot des neuen Vereins bildeten zunächst die Sparten Fußball, Handball, Schwimmen und Turnen. Dabei handelte es sich um die wichtigsten von den aufgelösten Vereinen überlieferten Sportarten. Aus Vorgängervereinen kamen 1946 Radsport, 1948 Leichtathletik, 1953 Spielmannszug und erst 1976 Kegeln hinzu. In den 70er Jahren erlebte der VfV einen kleinen Gründungsboom von neuen Abteilungen: Hockey (1971), Tennis (1975) und Badminton (1975) wurden gegründet. 1985 wurden die American-Football-Spieler „Invaders“ (gegründet 1983) in den Verein aufgenommen, 1986 ging aus der Turnabteilung die Sparte Volleyball als eigenständige Abteilung hervor. Zeitweise wurde bei den Turnern Basketball, bei den Schwimmern Triathlon, Wasserball und Tanzen angeboten.
Im Jahre 2002 verkündeten Teile des Vorstandes und des Präsidiums um Dieter Köpke und Gerd Rump mit dem Hildesheimer Verein Eintracht Hildesheim fusionieren zu wollen. In der daraufhin stattfindenden Mitgliederversammlung wurde dieses Ansinnen jedoch von den Mitgliedern mit großer Mehrheit abgelehnt, woraufhin Dieter Köpke und Gerd Rump zurücktraten.
Im Jahre 2009 schlossen sich die Pool-Spieler des PBC Hildesheim und die Karamboler vom BSC Hildesheim dem VfV als neue Abteilung Billard an.

## Sportarten

### Fußball
Der VfV Hildesheim und seine Vorgängervereine spielten insgesamt 22 Jahre in den erstklassigen Fußballligen und sorgten besonders in den 1920er und 1950/60er Jahren für eine inzwischen fast vergessene Fußballbegeisterung in Hildesheim.

#### FV Britannia/SV Hohenzollern
Der älteste Vorgängerverein der VfV-Fußballer ist der FV Britannia, der 1904 von einigen in Hildesheim arbeitenden jungen Engländern und Gleichgesinnten gegründet wird. Der Verein gehört 1905 zu den Gründungsmitgliedern des Norddeutschen Fußball-Verbandes. Die Britannia wird 1907 in Sportverein Hohenzollern und nach dem Ersten Weltkrieg in VfB Hildesheim umgetauft. Der VfB fusioniert 1922 mit dem HSV 07 zur SpVgg Hildesheim von 1907.
Der SV Hohenzollern steigt als erster Verein der Region Hildesheim in die 1. Liga auf und spielt von 1911 bis 1913 in der höchsten Spielklasse. 1913/14 spielt der Club in der 2. Liga – weil der NFV 1913 die Verbandsliga als neue 1. Liga einführte – und erreicht am Ende der Spielzeit den 2. Tabellenplatz. Aufgrund des Ersten Weltkrieges finden ab 1914 keine Spiele mehr statt, der Verein kann nach dem Krieg an die Erfolge nicht wieder anknüpfen.

#### Hildesheim 07
Der erfolgreichste Vorgängerclub des VfV ist Hildesheim 07, zuletzt unter dem Namen Turn-, Spiel- und Schwimmverein (TuSS) Hildesheim 07, der 1942 aus der Zwangsfusion der Vereine Hildesheimer SV 07, Wasserfreunde von 1913 und dem Turnklub von 1930 hervorgeht.
Der Hildesheimer SV von 1907 entstand 1937 durch den Zusammenschluss der Spielvereinigung Hildesheim 07 und dem VfR Hildesheim von 1920.
Der VfR Hildesheim steht 1927/28 in der Qualifikationsrunde zur Bezirksliga Südhannover/Braunschweig (1. Liga).
Die SpVgg Hildesheim 07 wurde 1922 durch das Zusammengehen vom Hildesheimer SV 07 und dem VfB Hildesheim gegründet. Somit spielen der erfolgreichste und der älteste Vorgängerclub des VfV schon seit 1922 in einer Spielgemeinschaft. Die 07 wird als Wiedererkennungszeichen vom HSV übernommen, immerhin spielt der Club zu dieser Zeit in der höchsten Spielklasse.
Der Hildesheimer SV 07 wurde 1919 durch den Zusammenschluss vom FC Preußen 07 und dem Sportverein Jungborn gegründet.
Der FC Preußen 07 selbst wurde als FC Discordia 1907 gegründet, jedoch alsbald in FC Preußen 07 umbenannt, nachdem die Gründungskicker über den Namen Discordia (=Zwietracht) aufgeklärt werden. An der Gründungsversammlung nahmen etwa 30 Teilnehmer teil und als erster Spielplatz wurde auf der eigentlich zu kleinen Schützenwiese gespielt. Bereits ein Jahr später trat der FC 07 dem Norddeutschen Fußball-Verband bei.
Die dritte Wurzel der VfV-Fußballer ist die Sportliche Vereinigung von 1918. Die SpVgg wurde 1918 als Fußballabteilung im Arbeiter Turn- und Sportverein Vorwärts von 1895 gegründet und 1922 selbstständig, jedoch durch die Nationalsozialisten 1933 aufgelöst. Die Mitglieder schlossen sich zum Teil der SpVgg Hildesheim 07 und dem VfR Hildesheim an.
Als vierter Vorläufer der Fußballer kann noch der Hildesheimer Sportverein von 1927 genannt werden. Dem Club ereilte 1933 jedoch dasselbe Schicksal wie der Sportlichen Vereinigung von 1918.
Hildesheim 07 ist vor 1945 insgesamt 13 Jahre in der höchsten Spielklasse vertreten. Weil die Saison 1928/29 jedoch von einigen bedeutenden Fußballclubs boykottiert wurde, kam es zu dieser Zeit zu keinem geregelten Spielbetrieb und weil im Kriegsjahr 1944/45 die Saison nicht beendet werden konnte, verblieben „nur“ 11 gespielte Jahre in der Erstklassigkeit in der Fußballhistorie.
Der Hildesheimer SV stieg erstmals 1921 in die höchste Spielklasse auf und konnte mit der Vizemeisterschaft 1923/24 seinen größten Erfolg feiern. In Braunschweig wurde in einem historischen Spiel mit 4:3 gewonnen. Zur Endrunde um die norddeutsche Meisterschaft reichte es dennoch nicht, weil in diesem Jahr nur der Staffelsieger an der Verbandsmeisterschaft teilnahm.
Ab der Saison 1925/26 spielte die SpVgg Hildesheim 07 gegen den Abstieg, gestaltete die Entscheidungsspiele, bzw. die Auf- bzw. Abstiegsrunden jedoch immer erfolgreich.
Nach der „Fußball-Revolution“ von 1928, vor allem von Hamburger Vereinen initialisiert, wurde vom Norddeutschen Sportverband eine Ligareform durchgeführt. Aus zuletzt 12 wurden schließlich 6 norddeutsche Oberligen. Die SpVgg Hildesheim 07 bewahrte 1927/28 zwar sportlich die Erstklassigkeit, wurde durch die Reform aber 1929/30 in die zweite Liga versetzt.
Bereits 1930/31 stand die SpVgg Hildesheim 07 vor dem Wiederaufstieg ins Oberhaus, jedoch scheiterten die Kicker in den Aufstiegsspielen.
Im Jahr 1939 gelang dem Hildesheimer SV von 1907, als „Nachrücker“ für einige Militärmannschaften, die Rückkehr in die Erstklassigkeit, doch bereits in der Spielzeit 1940/41 folgte der Abstieg in die 2. Liga.
Im Jahre 1942 ging es dann als TuSS Hildesheim 07 wieder zurück ins Oberhaus, wo ab der Saison 1943/44 in einer Kriegsspielgemeinschaft Hildesheim 06/07 zusammen mit dem RSV Hildesheim 06 gespielt wurde.

#### VfV Hildesheim
Der VfV Hildesheim kam nach dem Zweiten Weltkrieg auf insgesamt sechs Erstligajahre, war 1946 Gründungsmitglied der Oberliga Süd-Niedersachsen (1. Liga) und spielte von 1946 bis 1967 immer in der ersten oder der zweiten Liga. In der Saison 1959/60 gelang sogar der 2. Mannschaft der Aufstieg in die Amateuroberliga (2. Liga).
In der Saison 1961/62 stand der VfV auf seinem Zenit, wurde in der Oberliga-Nord beste niedersächsische Mannschaft und lieferte sich mit Werder Bremen einen spannenden Kampf um die Vizemeisterschaft. Das heimische Friedrich-Ebert-Stadion wurde zur „uneinnehmbaren Festung“, der VfV mit 29:1 Punkten und 49:13 Toren beste Heimmannschaft. Nach sieben Spieltagen hatte der VfV erst einen Punkt abgegeben (3:3 beim FC St. Pauli), bei Hannover 96 3:1 und Werder Bremen 1:0 gewonnen und war dicht hinter dem Hamburger SV platziert. Nach Niederlagen bei Altona 93 und in Neumünster hatte der Verein jedoch etwas an Boden verloren, als am 5. November 1961 der bisher ungeschlagene Hamburger SV kam. Das für 18.000 Zuschauer zugelassene Stadion an der Johanniswiese (Friedrich-Ebert-Stadion) platzte trotz Zusatztribünen aus allen Nähten. Nachdem weitere 3000 Zuschauer einen Platz gefunden hatten, drängten nochmals 5000 Fans (Zäune wurden niedergetrampelt) ins vollkommen überfüllte Rund. Die 26.000 Zuschauer waren Zeuge, wie der unwiderstehlich aufspielende VfV den HSV, durch Tore von Leo Zimmermann (12. und 61. Minute) und Winkelmann (64. Minute) sowie durch den nicht zu bezwingenden Torwart Gerstle, mit 3:0 auseinandernahm. Die bisher unbesiegten Hamburger (Deutscher Meister 1960) um Uwe Seeler schlichen an den begeistert feiernden Zuschauern vorbei enttäuscht in die Kabine. Die folgenden Monate lieferte sich der VfV mit Werder Bremen ein Kopf-an-Kopf-Rennen um die Vizemeisterschaft und somit um die Teilnahme zur Endrunde um die deutsche Meisterschaft, was gleichzeitig die Aussicht auf die Qualifikation zur neuen 1. Bundesliga hätte bedeuten können. Als drei Spieltage vor Schluss Bremen in Nordhorn mit 6:0 gewann und Hildesheim mit einer 0:3-Niederlage aus Kiel heimkehrte, war eine Vorentscheidung gefallen. Am Saisonende fehlten dem VfV nur zwei Punkte, um die Endrunde zu erreichen, jedoch war er durch den dritten Platz erstmals für den Rappan-Cup qualifiziert. Im DFB-Pokal wurde durch einen 3:2-Erfolg über Westfalia Herne das Viertelfinale erreicht, welches jedoch der spätere Pokalsieger 1. FC Nürnberg mit 11:0 für sich entschied.
In der Saison (1962/63) vor Einführung der Bundesliga, als der Fußball immer mehr kommerzialisiert wurde, konnte der VfV finanziell einfach nicht mehr mithalten. Es ließ sich nicht verhindern, dass immer wieder wichtige Spieler zu den besser gestellten Vereinen abwanderten. Am Ende der Saison konnte der VfV zwar wieder einmal Hannover 96 hinter sich lassen, jedoch war die 1. Bundesliga in weite Ferne gerückt.
International bestritt der VfV 1962/63 sechs Europapokalspiele im (IFC) International Football Cup. Neben dem VfV waren noch der FC Bayern München, Rot-Weiß Oberhausen und der 1. FC Kaiserslautern qualifiziert. Es war jedoch keine gute Saison für die deutschen Vertreter. Kein Team überstand die Gruppenphase, der VfV erzielte nur 2 Punkte (1:0-Erfolg gegen Blauw Wit Amsterdam), war aber immer noch erfolgreicher als der 1. FC Kaiserslautern, der nur einen Punkt erzielen konnte.
Mit Gründung der Bundesliga war der VfV nur noch zweitklassig und der daraufhin einsetzende Abwärtstrend ließ sich nicht wieder aufhalten. Erleichtert über diese Entwicklung konnte der direkte Nachbar Hannover 96 sein, sprach die direkte Oberligabilanz mit 16:4 Punkten und 20:10 Toren doch eindeutig für die Hildesheimer.
1967 konnte die Regionalliga Nord nicht mehr gehalten werden und der langsame Abstieg ging weiter. Noch einmal ließ der Hildesheimer Fußball, durch einen 3:0-Erfolg über den Zweitligisten Alemannia Aachen, im DFB-Pokal 1977/78 aufhorchen. Die Mannschaft musste in der folgenden Runde jedoch beim Hamburger SV antreten und unterlag mit 0:6.
Die Fußballabteilung verließ mit Ende der Saison 2002/03 unter dem Namen VfV Hildesheim FC den Gesamtverein und fusionierte mit Borussia Hildesheim zum VfV 06 Hildesheim, ein Jahr später folgte der Abstieg aus der 4. Liga (damalige Oberliga).

#### Größte Erfolge
SV Hohenzollern Hildesheim
in der 1. Klasse Hannover (1. Liga)
- 1910/11 Platz 3
- 1911/12 Platz 6
- 1912/13 Platz 5

in der 1. Klasse Hannover (2. Liga ab Saison 1913/14 durch Einführung der Verbandsliga)
- 1913/14 Platz 2

Hildesheim 07
in der Südkreisliga, Bezirksliga, Oberliga und Gauliga (1. Liga)
- 1921/22 Platz 7
- 1922/23 Platz 6
- 1923/24 Vizemeister
- 1924/25 Platz 7
- 1925/26 Platz 7
- 1926/27 Platz 8
- 1927/28 Platz 7
- 1928/29 Keine Punktspielrunde – 1929/30 in die zweite Liga eingestuft
- 1939/40 Platz 5
- 1940/41 Platz 6 – Abstieg
- 1942/43 Platz 4
- 1943/44 Platz 3
- 1944/45 Saison nicht beendet

VfV Hildesheim
in der Oberliga Süd-Niedersachsen (1. Liga)
- 1946 Platz 10 – Abstieg

in der Verbandsliga (2. Liga)
- 1947/48 Platz 7
- 1948/49 Platz 8 – (1949 Verbandsliga in Amateuroberliga / 3. Liga in Verbandsliga umbenannt)

in der Amateuroberliga (2. Liga)
- 1949/50 Platz 8
- 1950/51 Platz 7
- 1951/52 Platz 3
- 1952/53 Platz 3
- 1953/54 Platz 4
- 1954/55 Platz 1 – Meister Amateuroberliga
- 1955/56 Platz 5
- 1956/57 Platz 4
- 1957/58 Platz 1 – Meister Amateuroberliga, Aufstieg in die Oberliga-Nord und Niedersachsen-Meister

in der Oberliga Nord (1. Liga)
- 1958/59 Platz 13
- 1959/60 Platz 7 – 2. Mannschaft Meister in der Amateurliga (3. Liga) und Aufsteiger in die Amateuroberliga (2. Liga)
- 1960/61 Platz 8
- 1961/62 Platz 3
- 1962/63 Platz 8 – Gründung der Bundesliga

in der Regionalliga Nord (2. Liga)
- 1963/64 Platz 13
- 1964/65 Platz 15
- 1965/66 Platz 15
- 1966/67 Platz 16 – Abstieg

DFB-Pokal
- 1960/61 Achtelfinale
- 1961/62 Viertelfinale
- 1977/78 3. Runde

Niedersachsenpokal
- 1956 Pokalsieger
- 1976 Pokalsieger
- 2024 Pokalsieger (Amateure)

International Football Cup
- 1962/63 sechs Begegnungen, u. a. 1:0 gegen Blauw Wit Amsterdam

### Handball
Mit den ersten Punktspielen nach dem Krieg, beginnen die Handballer schon 1945 mit acht Mannschaften und der VfV ist mit dabei. Besonders Siegfried Kopper sen., Mitbegründer der Handballabteilung hat großen Anteil am erfolgreichen Aufbau der Sparte, von 1945 bis 1970 wirkt er im Vorstand, ab 1956 als Vorsitzender mit. Die erste und damals einzige Hildesheimer Damenmannschaft spielt bereits 1941 beim TuSS 07, die Frauen schließen sich nach dem Krieg dem VfV an. Der Herrenmannschaft gelingt schon 1948 der Aufstieg in die Bezirksklasse, sie gehört zu den besten des Bezirks und gewinnt die Stadt- und Bezirksmeisterschaft.
Nach einer längeren Durststrecke stellen die Handballer in den sechziger Jahren wieder eine erfolgreiche Mannschaft. Das Team spielt in der Bezirksliga, zur damaligen Zeit die zweithöchste Spielklasse in Deutschland. Der schönste Erfolg gelingt 1964, als der Lokalrivalen Eintracht Hildesheim, in dessen Reihen Nationalspieler Bernd Munck spielt, mit 15:13 bezwungen wird.
Eine Damenmannschaft kann erst wieder Ende der Fünfziger gestellt werden, die Frauen müssen allerdings ihre Spiele im (damaligen) Kreis Alfeld (Leine) bestreiten, da es in Hildesheim keine anderen Mannschaften gibt. Als Aufsteiger dürfen die Damen, mit einer Sondergenehmigung, schließlich im Bezirk Hannover mitspielen.
Die Umstellung von Groß- auf Kleinfeld, bzw. zur Halle hat die Entwicklung nicht gerade positiv beeinflusst. Das Ausscheiden von erfahrenen Spielern kann nicht mehr ausgeglichen werden und auch ein Beleben der Jugendarbeit bringt nur kurzfristigen Erfolg.
Als im Jahre 1999 zum letzten Mal eine Mannschaft an den Punktspielen teilnimmt, kann die Saison nicht zu Ende gespielt werden, der Vorstand scheidet vor Beendigung seiner Amtszeit aus dem Verein aus und der Handballsport ruht seitdem beim VfV.

### Schwimmen
Einen schweren Nachkriegsstart hatten die Schwimmer, wurde doch die Badehalle beim Bombenangriff 1945 zerstört und die Johanniswiese (Jo-Wiese) von den Briten beschlagnahmt. Nachdem es 1948 zum Wiederaufbau der Schwimmhalle an der Speicherstraße kommt, steht ein 18-Meterbecken den Schwimmern zur Verfügung. 1957 gründet die Abteilung eine Kunstschwimmergruppe und stellt Anfang der 60er Jahre die vierte Mannschaft der VfV-Handballabteilung. 1961 kommt es zum Streit mit dem Hauptverein, woraufhin sich viele Aktive dem Poseidon Hildesheim anschließen. Im Jahre 1965 treten die Gehörlosen der Sparte bei. Aus sportlicher Sicht sind besonders erwähnenswert, die Aufstiege der Herren (1986 und 1995) und der Damen (1987, 1994 und 2006) in die zweite Bundesliga, sowie den Triathleten 1995. Aber auch gute Einzelleistungen erzielen die Sportler der Schwimmabteilung, so beispielsweise Tim Strube, der 1994 mit der 4×100-Meter-Freistilstaffel die Silbermedaille bei der Jugend-Europameisterschaft gewinnt. Steffen Smollich über 100 Meter Lagen den zweiten Platz bei den deutschen Sprintmeisterschaften 1994 gewinnt.
Die mehrmalige deutsche Juniorenmeisterin Christin Zenner wird im Jahre 2006 Junioren-Europameisterin und belegt bei der Junioren-Weltmeisterschaft den dritten Platz.
Im Herbst 2007 wechseln zahlreiche Leistungsschwimmer um Katharina Schiller und Sara Harstick vom ehemaligen Nachbarverein EVI Hildesheim zum VfV Hildesheim.
Die Damenmannschaft belegt in der 2. Bundesliga-Nord 2007 den zweiten, bei der Aufstiegsrunde zur 1. Bundesliga den vierten Tabellenplatz und die Herrenmannschaft steigt in die 2. Bundesliga auf. Katharina Schiller landet bei den deutschen Meisterschaften 2007 zweimal auf Platz drei.
Christin Zenner und Katharina Schiller qualifizieren sich für die Olympischen Spiele 2008. Zenner gewinnt bei den deutschen Meisterschaften 2008 über 50 und 100 Meter Rücken, Schiller wird Meisterin über 200 Meter Lagen, außerdem wird sie Vizemeisterin über 400 Meter Lagen.
Die Damenmannschaft belegt im Jahre 2008 in der 2. Bundesliga den 1. Platz und steigt in die 1. Bundesliga auf.

### Turnen
Der Vorgängerverein der Turnabteilung, der Arbeiterturnverein „Vorwärts“ wird 1895 gegründet. Die Turnabteilung konzentriert sich nach dem Krieg auf den Breitensport und bietet Turnen für die ganze Familie an. Die vielen verschiedenen Gruppen können hier nicht alle aufgezählt werden, den Schwerpunkt bildet jedoch sicher das Spielangebot für Kinder. Über das ganze Jahr verteilt werden immer wieder verschiedene Veranstaltungen, wie Wanderungen, Radtouren, Sport- und Spielfeste angeboten. Jahrelang veranstalten die Turner erfolgreich den Kinderkarneval, an dem nicht nur die Abteilungskinder gern teilnehmen. In den 1980er und 1990er Jahren sind auch die u. a. von der Turnabteilung organisierten Vereinsfußball-Turniere eine beliebte Veranstaltung, treten doch bei diesem Turnier die verschiedenen Abteilungen des VfV gegeneinander an.

### Radsport
Der Radsportverein Hildesia Hildesheim, 1932 gegründet, erhält zwar bald nach dem Zweiten Weltkrieg die Neuzulassung, die Militärregierung beschließt jedoch die sportlichen Tätigkeiten auf Großvereine zu beschränken. Aus diesem Grund und in der Hoffnung auf eine Radrennbahn schließen sich die „Hildesia“ Radsportler 1946 dem VfV an.
Das erste Radrennen findet 1947 auf der Aschenbahn des A-Platzes (Friedrich-Ebert-Stadion) statt, ein Jahr später wird die Aschenbahn des B-Platzes wieder befahrbar und mit einem prachtvollen Rennen eröffnet. Ab 1950 werden die noch zu flachen Kurven durch Trümmerschutt erhöht und in einer mühevollen vierjährigen Bauzeit entsteht eine 400 Meter lange und 7 Meter breite Asphaltbahn, mit 1,50 Meter hohen Kurven.
Rudi Theissen fährt Straßenrennen als Amateur und Profi, 1955 gewinnt er die Deutschlandrundfahrt. Horst Artmann unternimmt 1960 eine Drei-Erdteile-Wanderfahrt rund um das Mittelmeer und legt dabei eine Fahrstrecke von 14620 km zurück. In den 80er Jahren sind die Jugendlichen erfolgreich und gewinnen mehrere Niedersächsische Meisterschaften auf der Bahn, Straße und im Cross. Im Damenbereich gewinnt Martina Bewig mehrere Landesmeistertitel und erreicht gute Platzierungen bei den deutschen Meisterschaften.
Ab 1979 wird das Volksradfahren „Rund um die sieben Berge“ veranstaltet, 1974 wird das schon 31-mal durchgeführte VfV-Osterrennen in die Innenstadt verlegt. An acht Rennabenden wird ab 1971 die „Hildesheimer Sommerbahnmeisterschaft“ und ab 1992 das „Hildesheimer Radsport-Bahn-Festival“ veranstaltet.

### Leichtathletik
Erfolgreich waren in den Anfangsjahren besonders die Leichtathleten. In den fünfziger Jahren werden fünf deutsche und 17 Niedersachsen-Meisterschaften errungen. Die bekanntesten Athleten waren Kurt Ernst, Walter Müller und Dieter Schreiber, die in der 3-mal-1000-Meter-Staffel 1956 den deutschen Hallentitel gewannen und im Freien den zweiten Platz belegten, nachdem sie ein Jahr zuvor Niedersachsenmeister wurden.
Dieter Schreiber lief 1956 in Brüssel mit der 4-mal-800-Meter-Nationalstaffel deutschen Rekord. Neben Dieter Schreiber steht auch Walter Müller in den fünfziger Jahren in der Nationalmannschaft. Sigrid Goydke bestreitet 1972 auf den Sprintstrecken der Frauen Ländervergleiche gegen die USA und die Schweiz.
In den achtziger Jahren stellen die Junioren zahlreiche Niedersachsen- und Norddeutsche Meister und erzielen gute Ergebnisse bei den deutschen Meisterschaften.

### Spielmannszug
Als 1953 der Spielmannszug gegründet wird, finden die Übungsstunden anfangs auf dem VfV-Gelände statt. Als jedoch immer mehr Musiker dazukommen, werden die Übungsstunden ins Haus der Jugend verlegt. Eine männliche Jugendgruppe wird 1960 gegründet, 1965 gefolgt von einer weiblichen. Der Spielmannszug bemüht sich um ein eigenes Klubhaus und Helmut Leszczak und Ernst Kipker haben bei Verhandlungen mit der Stadt Erfolg, 1980 wird ein vereinseigenes Klubhaus am Müggelsee bezogen. Als die Stadt jedoch das Gebäude verkauft, sucht und findet der Spielmannszug in einem Schulpavillon der Justus-Jonas-Schule eine neue Bleibe. Nachdem 1993 das 40-jährige Bestehen gefeiert wird, beginnt die Suche nach einer neuen Unterkunft und wird in den Kellerräumen der Justus-Jonas-Schule gefunden. Mehr als 1000 Spielleute bildet Helmut Leszczak, der den Spielmannszug von 1953 bis zu seinem Tod 1993 leitet, in seiner 40-jährigen Tätigkeit aus. An dem Landesturnfest 1955 in Göttingen nehmen die Spielleute teil, viele weitere sollten folgen. Immer wieder beteiligt sich der Spielmannszug auch an Wertungsmusizieren, 1989 erspielt der Zug den ersten Rang in der Oberstufe in Eschershausen. Im Jahre 1997 verlassen die Spielleute den VfV und treten vom 1. Januar 1998 an als selbständiger Turnerspielmannszug Hildesheim e. V. auf.
Die sieben Abteilungen (Fußball, Handball, Schwimmen, Turnen, Radsport, Leichtathletik und Spielmannszug) prägen über viele Jahre das Bild des Vereins. Erst Anfang der 1970er Jahre kommen neue Sparten hinzu. Diese neuen Abteilungen haben es jedoch, im Vergleich zu den Gründungssparten, wesentlich schwerer, sich in den sportlichen Vordergrund zu spielen. So müsste beispielsweise eine Tennis-Herrenmannschaft zwölf Mal aufsteigen, um in der Regionalliga spielen zu können.

### Hockey
Etwas leichter sich in die oberen Spielklassen zu spielen, haben es die Hockey-Damen, die 1983 und 1984 an der Aufstiegsrunde zur Hallen-Bundesliga teilnehmen. Die weibliche A-Jugend wird 1979 in der Halle Norddeutscher Meister und Deutscher Vizemeister. Die Hockeyabteilung, die 1971 u. a. von Hanna und Fritz Bayer gegründet wird, kann schon nach wenigen Monaten erste Erfolge erzielen. Mit den Damen wird die erste Mannschaft bei den Punktspielen gemeldet, aus dieser Mannschaft werden insgesamt sieben Spielerinnen in die Niedersachsenauswahl berufen. Im November formiert sich außerdem eine Herrenmannschaft. Die ersten nennenswerten Erfolge erzielen 1975 die Damen. In der Oberliga spielend wird der zweite Tabellenplatz erzielt und somit die Qualifikation für die norddeutsche Meisterschaft geschafft, wo am Ende der vierte Platz belegt wird. Die gute Jugendarbeit wird 1976 mit der Hallen-Vizemeisterschaft der weiblichen B-Jugend auf Landesebene unter Beweis gestellt. Zum Saisonbeginn 1977 wird das erste Feldpunktspiel der Damen auf dem eigenen Hockeyplatz ausgetragen. Im Jahre 1986 kommt es zu einer Austrittswelle, da viele Aktive den neu gewählten Vorstand nicht anerkennen. Zusammen mit dem bisherigen Abteilungsleiter Klaus Gleitz gründen sie beim MTV 48 Hildesheim eine neue Hockeyabteilung. Nach dem Umbau des C-Platzes in einen Kunstrasenplatz, können 1991 die Damen mit dem Aufstieg in die Oberliga nochmals einen Erfolg feiern. Da es in den letzten Jahren immer weniger interessierte Hockeyspieler in Hildesheim gibt, haben sich die noch bestehenden Hockeyabteilungen in Hildesheim zu einer Spielgemeinschaft zusammengeschlossen. Seit 2012 ist die Hockey-Abteilung inaktiv.

### Tennis
Bevor es zur Gründung der Tennisabteilung kommt, vergehen viele beschwerliche Jahre. Im August 1975 findet schließlich die Gründungsversammlung der Abteilung statt, an der 98 Mitglieder teilnehmen und mit Hermann Ehlert ihren ersten Vorsitzenden wählen. Noch im selben Monat wird der Spielbetrieb auf zwei Tennis-Hartplätzen aufgenommen. Eine Tennishalle, nicht mehr benötige Lagerhalle des Senkingwerkes, kann 1977/78 in Eigenarbeit ab und auf dem VfV-Gelände wieder aufgebaut werden. Der dritte Tennisplatz, ein Rotgrandplatz, wird im April 1979 eingeweiht, 1981 kommen die Plätze 4 und 5 als zusätzliche Spielstätten neu hinzu. In den nächsten Jahren werden die zwei Hartplätze zu Rotgrandplätzen umgebaut, Umkleidekabinen werden geschaffen, durch sanitäre Anlagen erweitert, ein Aufenthaltsraum wird 1989 eingeweiht und der Außenbereich wird neu gestaltet.
Die ersten Vereinsmeisterschaften finden 1976 statt und 1980 nimmt erstmals eine Damen- und eine Herrenmannschaft erfolgreich am Punktspielbetrieb teil. 1981 erfolgt die Meldung von einer zweiten Herren- und einer ersten Juniorenmannschaft. Ab Mitte der 1980er Jahre werden nicht nur Damen- und Herren-, sondern auch verschiedene Senioren-Vereinsmeisterschaften ausgetragen, dazu die Konkurrenzen im Doppel, Mixed und in der Jugend. Ende der 80er kommt es zum Umbruch im Herrenbereich, so dass die erste Herrenmannschaft, nach einer Übergangszeit, komplett vom Nachwuchs gestellt wird. In den erfolgreichen Folgejahren, mit dem Staffelsieg von 1991 spielt das Team erstmals in der Bezirksklasse, werden in vier Jahren drei Aufstiege gefeiert und am Ende die Bezirksliga erreicht. Weitere Seniorenteams werden gemeldet, es finden Um- und Neumeldungen statt, auf die Meldung eines zweiten Herrenteams wird Mitte der 90er Jahre verzichtet, wodurch zeitweise auch die erste Mannschaft in Schwierigkeiten gerät. Damen 40, Herren 30 und Herren 40 spielen auf Bezirksebene, die Damen 50 und die Herren 60 erreichen die Verbandsklasse und können sich in dieser Spielklasse jahrelang etablieren. Im Jahre 2001 werden insgesamt 10 Seniorenmannschaften, so viele Teams wie nie zuvor gemeldet und bescheren einen übervollen Spielplan. Die offenen Vereinsmeisterschaften – VfV-Open – finden von 1996 bis 2000 großen Zuspruch, der Erlös wird jeweils einem karitativen Zweck gespendet.
1999 zerstört ein Feuer die alte Tennishalle. Dies löst große Bestürzung aus, stecken doch unzählige unentgeltliche Arbeitsstunden und das Herzblut vieler Mitglieder in den Mauern dieser Halle. Zwei Jahre später wird eine neue Halle, zusammen mit einem Gymnastiktrakt, fertiggestellt.
In der Saison 2008 stellt die Tennisabteilung, mit zwei Herren- und einer Damen-Mannschaft, drei Teams auf Verbandsebene. In der Saison 2014 spielten zwei Herren-Teams (Herren 30 und Herren 40) in der Verbandsliga. Im Jahre 2015 stieg, mit den Herren 40 erstmals eine Mannschaft des VfV in die Landesliga (3. Liga) auf.

### Badminton
Im selben Jahr wie die Tennisabteilung erblickt, unter dem Vorsitz von Jürgen Hagedorn, die Badmintonabteilung das Licht der Welt. Die Sportart, in Hildesheim von keinem anderen Verein angeboten, findet in den ersten Jahren einen stetigen Zulauf. Auf über 100 Mitglieder steigt die Zahl im Jahre 1980. Eine erste Punktspielmannschaft bildet sich 1976, aus einer zuerst reinen Hobbytruppe. Dem Team gelingt mehrmals der Aufstieg und 1981 führt der Höhenflug bis in die Landesliga. Neben weiteren Punktspielmannschaft werden auch Jugendteams gebildet, dem Nachwuchs gelingt der Staffelsieg in der Kreisebene und 11 Titel bei den Kreismeisterschaften werden verbucht.
Mithilfe eines großen Spielerpotentials und dem Anschluss von einigen namhaften Spielern, wird in den folgenden Jahren der kontinuierliche Aufbau und sportliche Erfolg fortgesetzt.
Neben den guten Mannschaftsleistungen ragt vor allem Jörg Feldmann heraus. Feldmann wird in den Jahren 1981 bis 1988 auf Landesebene 15-mal Titelträger und steht auf norddeutscher Ebene 17-mal auf dem Treppchen. Ein dritter Platz bei den Teilnahmen an den deutschen Meisterschaften vervollständigen seine beeindruckende Bilanz.

### Kegeln
1976 wird die Kegelabteilung unter dem Vorsitz von Fritz Knackstedt gegründet, die „Freien Kegler“ (1926) und die „Arbeiter-Kegler“ (1927) sind die Vorgängervereine der neuen Sparte. Nur 16 Jahre wird die Zeit der VfV-Kegelabteilung andauern, denn als die 1. Vorsitzende Marlies Laschewski ihr Amt aus gesundheitlichen Gründen niederlegt, findet sich kein Nachfolger.
In den ersten Jahren werden interne Wettkämpfe, wie Abteilungsmeisterschaften und Turniere Damen gegen Herren durchgeführt. Schon 1977 beteiligen sich die Herren am Punktspielbetrieb und erreichen 1980 den Aufstieg in die Kreisliga. Doch 1981 folgt der Abstieg, die Mannschaft bricht auseinander und der Punktspielbetrieb wird eingestellt. Bei den Turnieren des Vereins Hildesheimer Kegler können die Damen 1984 den ersten Platz auf Schere und 1986 den ersten Platz auf Bohle belegen. 1984 wird Rosemarie Mahn beste Einzelkeglerin auf Bohle und Schere. Neben den Kegeltreffen entwickeln sich verschiedene Fahrten und Veranstaltungen zu beliebten Freizeitaktivitäten, bis die Kegeltruppe sich schließlich 1992 auflöst.

### American Football
Die Hildesheim Invaders, 1983 gegründet, haben in ihren Anfangsjahren das Problem, einen Trainings- bzw. Spielplatz zu finden. Im Jahre 1985 erklärt sich der VfV bereit, die American Footballer als zwölfte Abteilung mit in den Verein aufzunehmen. Sie spielen in den VfV-untypischen blau-gelben Trikots. In den Anfangsjahren kann die neue Abteilung, besonders im Jugendbereich, viele neue Mitglieder gewinnen. Die „neue“ Sportart, noch dazu aus den USA, dazu viel Show und die hübschen Mädels der Cheerleader animieren zudem viele Hildesheimer zu einem Spielbesuch. Da die meisten Zuschauer mit dem Regelwerk nicht oder nur wenig vertraut sind, muss jeder Spielzug laut kommentiert werden. 1986 sind die Footballer Meister in der Regionalliga Nord, der zweithöchsten Spielklasse in Deutschland. Beim anschließenden Turnier der Regionalligasieger „Silver Bowl“ wird der zweite Platz belegt. Den größten Erfolg feiern die American Footballer mit dem Aufstieg in die Bundesliga (1989). Von nun an tragen die Footballer zeitweise ihre Spiele, neben den Fußballern, im Friedrich-Ebert-Stadion aus und können mehr Zuschauer als die Fußballer begrüßen. Als nach einigen Jahren das Interesse an der neuen „exotischen“ Sportart nachlässt, können Abstiege nicht verhindert werden. Im Jahre 2003 treten viele Abteilungsmitglieder aus dem Verein aus und schließen sich Eintracht Hildesheim an, wo sie auf dem verwaisten Hockeyplatz eine neue Spielstätte finden.

### Volleyball
Anfang der 80er Jahre bilden einige Turner eine Volleyballgruppe und beginnen in der Sporthalle Bromberger Straße mit dem Training. Unter Lothar Pollacks Anleitung betreiben 1985 schon mehr als 40 Aktive den Sport in einem Hobbyteam, einer Frauenmannschaft, die am Punktspielbetrieb teilnimmt und einer Nachwuchsmannschaft. Die Volleyballgruppe äußert schließlich den Wunsch, sich von der Turnabteilung zu lösen und eine eigene Sparte zu bilden. Diesem Wunsch entsprachen die Turner im Jahre 1986 und die eigenständige Abteilung Volleyball wird gegründet. Das Trainingsangebot kann mit Übungszeiten in der neu gebauten Sporthalle Stadtmitte ausgeweitet werden, zu dem breiten Angebot kommen Jugendliche zwischen acht und zwölf Jahren neu hinzu.
Über mehrere Jahre veranstalten die Volleyballer ein Turnier für Mixedmannschaften und können 1986 mit dem zweiten Platz ihr bestes Ergebnis erzielen. Der Weggang und die Krankheit von wichtigen Spielern kann 1990 nicht kompensiert werden, so dass die Abteilung zeitweise vor dem Aus steht. Der Tiefpunkt wird überschritten und einige Zeit später kann wieder eine Mixedgruppe an Turnieren für Hobbymannschaften teilnehmen.

### Billard
Seit 2009 bietet der VfV die Sportart Billard an. Im Februar 2009 schlossen sich die Pool-Spieler des PBC Hildesheim und im Mai 2009 die Karamboler vom BSC Hildesheim dem VfV an. Neue Spielstätte wurde die VfV-Smile Halle direkt an der Tennishalle. Die Halle wurde renoviert und umgebaut, es wurden ideale Trainings- und Wettkampfbedingungen geschaffen und die Spielstätte wurde VfV Billardhalle getauft. In der Saison 2009 gelang der 1. Mannschaft ungeschlagen der Aufstieg in die Regionalliga.

## Wappen
Das traditionelle Wappen des VfV Hildesheim, mit den markanten drei Buchstaben im Mittelpunkt, zeigt im unteren Bereich den Schild des Wappens der Stadt Hildesheim. Der geteilte Schild mit dem Reichsadler, unten von Gelb (Gold) und Rot quadriert, wurde der Stadt 1528 von Kaiser Karl V. verliehen.
Vor einigen Jahren kam in abgewandelten Varianten des Wappens der Schriftzug „Hildesheim“ oder der Abteilungsnamen der jeweiligen Abteilung hinzu.